# Mariëlle van Sauers
 (janvier 2019).
Si vous disposez d'ouvrages ou d'articles de référence ou si vous connaissez des sites web de qualité traitant du thème abordé ici, merci de compléter l'article en donnant les références utiles à sa vérifiabilité et en les liant à la section « Notes et références ».
Mariëlle van Sauers, née le 7 décembre 1966 aux Pays-Bas, est une actrice et femme de lettres néerlandaise.

## Filmographie

### Cinéma et téléfilms
- 1991-1994 : We zijn weer thuis (nl) : Willeke van Keppelzoden
- 1993 : Flodder: De Mooiste Dag van je Leven : Candy
- 1993-1994 : 12 steden, 13 ongelukken (nl) : Deux rôles (Bianca et Rowan)
- 1994 : Vrienden voor het leven (nl) : La stagiaire
- 1999 : Baantjer: De Cock en de geslepen moord : Christina Simons
- 2001 : Dok 12 : Petra van Kamerling
- 2002-2004 : Ernstige Delicten (nl) : Emma Buitenzorg
- 2003 : Wet & Waan (nl) : Mary Sobering
- 2007 : Keyzer & De Boer Advocaten : Mme Denneboom
- 2009 : Julia's Hart : La mère de Julia
- 2009 : Nat : La mère

## Livres
- 2006 : De taxi van Palemu : co-écrit avec Akke Holsteijn
- 2009 : Zeemist